# Tetraloniella nanula
Tetraloniella nanula is een vliesvleugelig insect uit de familie bijen en hommels (Apidae). De wetenschappelijke naam van de soort werd voor het eerst geldig gepubliceerd in 1932 door Theodore Dru Alison Cockerell.